# Song for you (EXILEの曲)
「song for you」（ソング フォー ユー）は、EXILEの4枚目のシングル。2002年4月17日にrhythm zoneから発売。

## 概要
前作『Fly Away』から2カ月ぶりのシングル。コーラスにはSkoop On SomebodyのTAKEが参加。なおヴォーカルディレクションも行っていた。
ミュージックビデオにはTBS系『学校へ行こう!』のB-RAPハイスクールで人気を博した軟式globeのパーク・マンサーが出演している。
EXILE第二章以降に発売されたベストアルバム『EXILE BALLAD BEST』『EXTREME BEST』には、ATSUSHI、TAKAHIROによって再録された表題曲が収録されている。

## 収録曲
1. song for you [5:41]
作詞：Kenn Kato / 作曲・編曲：Face 2 fAKE
  - Kanebo「REVUE」TVCMイメージソング
2. song for you（Jonathan Peter's Club Mix） [8:47]
編曲：Jonathan Peters
3. song for you（Hex Hector Main Radio Mix） [4:21]
編曲：Hex Hector
4. song for you（Hex Hector Main Club Mix） [8:55]
編曲：Hex Hector
5. song for you（Instrumental）

## 収録アルバム
song for you
- Styles Of Beyond
- PERFECT BEST
  - SINGLE BEST
- EXILE BALLAD BEST（再録）
- EXTREME BEST（再録）

## カバー
- 5566「For You」（2004年、アルバム『摯愛』収録）[2]
- Boyz II Men（2005年、アルバム『ウィンター/リフレクションズ』収録）